# Tentilhão-dos-açores
O tentilhão-dos-açores (Fringilla moreletti) é uma pequena ave passeriforme da família Fringillidae. Era tradicionalmente considerado uma subespécie do tentilhão-comum , com a designação Fringilla coelebs moreletti, endémica do arquipélago português dos Açores, parte da Macaronésia no Oceano Atlântico Norte, mas em 2023 foi reclassificada como uma espécie distinta. É conhecido localmente como o tentilhão ou sachão.

## Descrição
A cabeça e parte do dorso são cinza-azuladas, sendo o restante da área dorsal esverdeada; as asas e a cauda são pretas e brancas; a garganta e o peito são rosados. A conta é cor de chumbo. As patas são marrom-rosadas. A plumagem das fêmeas é mais discreta, dominando os tons marrons.

## Distribuição e habitat
O tentilhão-dos-açores habita todo o arquipélago dos Açores e é uma das aves mais comuns do arquipélago, podendo ser observado desde o nível do mar até ao interior montanhoso, incluindo as zonas mais altas do Pico.